# Giuliana De Sio
Giuliana De Sio (Salerno, 2 aprile 1957) è un'attrice italiana, vincitrice di due David di Donatello.

## Biografia

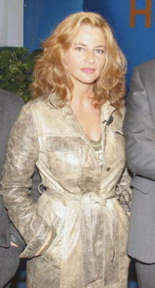
Giuliana De Sio ospite nel 2011 al Capri Hollywood

Secondogenita di Elvira e Alfonso De Sio, noto avvocato e scrittore salernitano,  è sorella minore della cantante Teresa De Sio.
Cresce e studia a Cava de' Tirreni (SA) e arriva a Roma a 18 anni ospite di un amico. Lì conosce il capo carismatico di una famosa comune hippy di Terrasini (PA) di cui si innamora e con cui si trasferisce per alcuni mesi, dopo i quali torna a Roma ospite di Teresa Ann Savoy, una sua amica attrice. Nel frattempo incontra Alessandro Haber, che la spinge a diventare attrice portando delle foto che le aveva fatto un agente: nel giro di tre giorni le fanno fare tre provini – due per il teatro e uno per la televisione – e ottiene la parte in ciascuno di essi. Sceglie la televisione e viene scritturata per lo sceneggiato Rai Una donna (1977), tratto dal romanzo di Sibilla Aleramo, mentre l'anno successivo le viene affidata una parte nello sceneggiato tv Le mani sporche, insieme a Marcello Mastroianni.
Al cinema ha raggiunto il successo con tre film del 1983: Sciopèn di Luciano Odorisio, Scusate il ritardo di Massimo Troisi e Io, Chiara e lo Scuro di Maurizio Ponzi, che le vale il David di Donatello e il Nastro d'argento e del quale interpreta anche il seguito, Casablanca, Casablanca (1985), di Francesco Nuti, anche protagonista di questi ultimi due titoli. Nel 1987 era stata scelta come protagonista del film Opera di Dario Argento, ma all'ultimo fu sostituita da Cristina Marsillach. Successivamente ha interpretato sia film drammatici, come Cento giorni a Palermo (1984) di Giuseppe Ferrara (nel ruolo di Emanuela Setti Carraro, seconda più giovane moglie di Carlo Alberto Dalla Chiesa); Uno scandalo perbene (1984) di Pasquale Festa Campanile (trasposizione del caso dello Smemorato di Collegno, dove interpreta Giulia Canella); Cattiva (1991) di Carlo Lizzani (con cui vince il suo secondo David di Donatello); Con rabbia e con amore (1997) di Alfredo Angeli, che pellicole divertenti tra cui I picari (1987) di Mario Monicelli; La vera vita di Antonio H. (1994) di Enzo Monteleone; W la scimmia (2002) di Marco Colli. Con Ponzi torna a lavorare in Italiani (1996), Besame Mucho (1999) e A luci spente (2004). Inoltre compare in due importanti miniserie televisive: Cuore (1984) di Luigi Comencini dal romanzo di Edmondo De Amicis (in cui interpreta la Maestrina dalla penna rossa) e La Piovra 3 (1987) dove interpreta Giulia Antinari, figlia e nipote di banchieri coinvolti in un traffico internazionale d'armi dove entra immancabilmente la mafia, e ha una relazione col commissario protagonista Corrado Cattani, interpretato da Michele Placido.
Negli anni 2000 è poi tornata a recitare con successo in tv: Gli amici di Gesù - Maria Maddalena (2000), Il bello delle donne dove è stata protagonista per tutte le tre serie (2001-2002-2003), Caterina e le sue figlie 2 (2007), Mogli a pezzi (2008). Interprete di successo anche sul palcoscenico, nelle ultime stagioni teatrali è stata protagonista di Notturno di donna con ospiti, un testo di Annibale Ruccello per la regia di Enrico Maria Lamanna, dove l'attrice veste i panni di una donna in preda alla pazzia; mentre dal 2007 è l'indiscussa protagonista de Il laureato, testo teatrale tratto dal famoso film di Mike Nichols, nel ruolo della Signora Robinson, reso celebre sul grande schermo da Anne Bancroft.
Il 15 dicembre 2011 è ricoverata d'urgenza a Lamezia Terme (durante la tournée dello spettacolo La Lampadina Galleggiante) in seguito a dolori al torace, e le viene diagnosticata erroneamente una pleurite con doppia polmonite. Dimessa alcuni giorni dopo e ritornata a Roma, la sera del 31 dicembre le sue condizioni peggiorano: viene colpita da un'embolia polmonare e una trombosi venosa profonda alla gamba sinistra. Il 6 gennaio 2012 tramite un post da Facebook annuncia di essere fuori pericolo. Dopo un periodo di riabilitazione l'attrice torna in salute. Dall'11 settembre 2012, torna nella fiction L'onore e il rispetto - Parte Terza, con Gabriel Garko, nel ruolo della mafiosa siciliana Tripolina. Il ritorno sulle scene è segnato da Rodolfo Valentino - La leggenda, in cui interpreta il ruolo dell'attrice hollywoodiana Alla Nazimova. Successivamente gira un'altra fiction per Mediaset dal titolo Furore, dove interpreta una sindacalista siciliana negli anni sessanta.
Dopo il successo della sua opera teatrale Notturno di donna con ospiti, lavora sul set della fiction Il bello delle donne... alcuni anni dopo, sequel de Il bello delle donne, dove interpreta nuovamente Annalisa Bottelli. Sempre nel 2016 Giuliana De Sio farà parte del cast della nuova fiction per Mediaset dal titolo Amore pensaci tu, diretta dai registi Francesco Pavolini e Vincenzo Terracciano. Nel 2017 partecipa al talent show Ballando con le stelle in coppia con Maykel Fonts. Nello stesso anno ritorna al cinema dopo ben cinque anni di assenza nel film La verità, vi spiego, sull'amore al fianco di Ambra Angiolini e Massimo Poggio, interpretando una nonna alle prese con la crisi di mezza età. 
Nel 2018 è protagonista del successo teatrale Le Signorine per la regia di Pierpaolo Sepe: la commedia tragicomica la vede interprete unitamente all'attrice Isa Danieli. Tra il 2020 e il 2024 recita in diversi spettacoli teatrali, tra cui Agosto a Osage County sotto la regia di Filippo Dini. Nel 2025 recita nel ruolo di coprotagonista nel film di denuncia alla prostituzione maschile Raqmar di Aurelio Grimaldi.

## Vita privata
De Sio, dopo una relazione con l'attore e regista Alessandro Haber, è stata legata sentimentalmente per quattro anni al regista Elio Petri, con cui ha vissuto fino alla sua scomparsa nel 1982. Successivamente ha avuto una relazione con lo scrittore, sceneggiatore e regista Elvio Porta sino al 1990. Dal 2014 al 2015 ha avuto una relazione con Mario De Felice, venticinque anni più giovane della donna.
De Sio si professa atea.

## Filmografia

Giuliana De Sio ne I picari di Mario Monicelli (1987), nel ruolo di un'irascibile prostituta

Giuliana De Sio in Cattiva di Carlo Lizzani (1991), film sulla psicoanalisi, che le fece ottenere il secondo David di Donatello come migliore attrice

### Cinema
- San Pasquale Baylonne protettore delle donne, regia di Luigi Filippo D'Amico (1976)
- Rue du Pied de Gruepp, regia di Jean-Jacques Grand-Jouan (1979)
- Il malato immaginario, regia di Tonino Cervi (1979)
- Io, Chiara e lo Scuro, regia di Maurizio Ponzi (1982)
- Sciopèn, regia di Luciano Odorisio (1982)
- Scusate il ritardo, regia di Massimo Troisi (1983)
- Uno scandalo perbene, regia di Pasquale Festa Campanile (1984)
- Cento giorni a Palermo, regia di Giuseppe Ferrara (1984)
- Casablanca, Casablanca, regia di Francesco Nuti (1985)
- Speriamo che sia femmina, regia di Mario Monicelli (1986)
- Ti presento un'amica, regia di Francesco Massaro (1987)
- Se lo scopre Gargiulo, regia di Elvio Porta (1988)
- I picari, regia di Mario Monicelli (1988)
- Feu sur le candidat, regia di Agnès Delarive (1990)
- Cattiva, regia di Carlo Lizzani (1991)
- Per non dimenticare, regia di Massimo Martelli (1992)
- Centro storico - Donne sottotetto, regia di Roberto Giannarelli (1992)
- La vera vita di Antonio H., regia di Enzo Monteleone (1994)
- Italiani, regia di Maurizio Ponzi (1996)
- Con rabbia e con amore, regia di Alfredo Angeli (1997)
- Alexandria Hotel, regia di Andrea Barzini e James Merendino (1998)
- Besame mucho, regia di Maurizio Ponzi (1999)
- Viva la scimmia, regia di Marco Colli (2002)
- Ti voglio bene Eugenio, regia di Francisco Josè Fernandez (2002)
- A luci spente, regia di Maurizio Ponzi (2004)
- Vorrei vederti ballare, regia di Nicola Deorsola (2010)
- Il console italiano, regia di Antonio Falduto (2012)
- Ci vediamo a casa, regia di Maurizio Ponzi (2012)
- La verità, vi spiego, sull'amore, regia di Max Croci (2017)
- Buon lavoro, regia di Marco Demurtas (2019)
- Raqmar, regia di Aurelio Grimaldi (2025)

### Televisione
- Una donna, regia di Gianni Bongioanni (1977)
- Le mani sporche, regia di Elio Petri (1978)
- Hedda Gabler, regia di Maurizio Ponzi (1980)
- Ritratto di donna distesa, regia di Fiorella Infascelli (1980)
- La Medea di Porta Medina, regia di Piero Schivazappa (1981)
- Dramma d'amore, regia di Luigi Perelli (1983)
- Cuore, regia di Luigi Comencini (1984)
- La piovra 3, regia di Luigi Perelli (1987)
- Wolff - Un poliziotto a Berlino - episodio 02x01, regia di Michael Lähn (1993)
- Angelo nero, regia di Roberto Rocco - miniserie TV (1998)
- Der Kapitän - episodio Kein Hafen für die Anastasia, regia di Sabine Landgraeber (2000)
- Maria Maddalena, regia di Raffaele Mertes (2000)
- Il bello delle donne, regia di Maurizio Ponzi (2001-2003)
- La notte breve, regia di Camilla Costanzo e Alessio Cremonini (2006)
- Caterina e le sue figlie, regia di Luigi Parisi e Vincenzo Terracciano (2007-2010)
- Crimini - episodio Il bambino e la befana, regia dei Manetti Bros. (2007)
- Mogli a pezzi, regia di Alessandro Benvenuti e Vincenzo Terracciano (2008)
- Non si arriva a fine mese, regia di Maurizio Ponzi (2010)
- Il peccato e la vergogna, regia di Alessio Inturri e Luigi Parisi (2010)
- Non smettere di sognare, regia di Roberto Burchielli (2011)
- L'onore e il rispetto - Parte terza, regia di Luigi Parisi e Alessio Inturri (2012)
- Rodolfo Valentino - La leggenda, regia di Alessio Inturri (2014)
- Furore, regia di Alessio Inturri (2014)
- Buon Lavoro, regia di Marco Demurtas (2015)
- Ballando con le stelle (2017)- Rai1- concorrente
- Il bello delle donne... alcuni anni dopo, regia di Eros Puglielli (2017)
- Amore pensaci tu, regia di Francesco Pavolini e Vincenzo Terracciano (2017)

## Teatro
- Scene di caccia in bassa baviera, regia di Walter Pagliaro
- Un sorso di terra di Heinrich Böll, regia di Gianfranco De Bosio, con Roberto Alpi, Toni Garrani, Virgilio Gazzolo, Roberto Herlitzka e Fabrizio Temperini (1978)[19]
- La doppia incostanza di Marivaux, regia di Andreè Ruth Shammah, Teatro Pierlombardo Milano
- Crimini del cuore, regia di Nanni Loy
- Libero, testo di Renato Sarti. Andato in scena al Piccolo Teatro di Milano con la regia di Giorgio Strehler (Stagione 1988/89)
- Storia d'amore e d'anarchia, regia di Lina Wertmüller (2002)
- Il laureato, regia di Teodoro Cassano (2007/2009)
- Notturno di donna con ospiti, regia di Enrico Maria Lamanna (1996 al 2003)
- La Lampadina galleggiante, regia di Armando Pugliese (2011)
- Notturno di donna con ospiti, regia di Enrico Maria Lamanna (2014)
- Le Signorine, regia di Pierpaolo Sepe con Isa Danieli (2018/2022)
- La signora del Martedì di Massimo Carlotto (2022/2023)
- Agosto a Osage County, di Tracy Letts, regia di Filippo Dini (2023)
- Cose che so essere vere di Andrew Bovell, regia di Valerio Binasco (2024)

## Riconoscimenti
- David di Donatello
  - 1983 – Migliore attrice protagonista per Io, Chiara e lo Scuro
  - 1983 – Candidatura per la migliore attrice protagonista per Sciopèn
  - 1985 – Candidatura per la migliore attrice protagonista per Casablanca, Casablanca
  - 1992 – Migliore attrice protagonista per Cattiva

- Nastro d'argento
  - 1983 – Migliore attrice protagonista per Io, Chiara e lo Scuro
  - 1983 – Candidatura Miglior attrice protagonista per Sciopèn
  - 1984 – Candidatura Miglior attrice protagonista per Cento giorni a Palermo
  - 1989 – Candidatura Miglior attrice protagonista per Se lo scopre Gargiulo
  - 1992 – Candidatura Miglior attrice protagonista per Cattiva

- Ciak d'oro
  - 1986 – Miglior attrice protagonista per Speriamo che sia femmina[20]

- Globo d'oro
  - 1983– Miglior attrice per Io, Chiara e lo Scuro, Sciopèn e Scusate il ritardo

- Grolla d'oro
  - 1983 – Miglior attrice per Io, Chiara e lo Scuro
  - 1992 – Miglior attrice per Cattiva

- Roma Fiction Fest
  - 2013 – Migliore attrice per L'onore e il rispetto[21]

### Altri premi
- Premio Charlot Cinema 2019[22]
- Premio Eleonora Duse
  - 2022 – con la motivazione: «Giunta dal cinema al teatro a testa alta, Giuliana De Sio recita da sempre ruoli di donne poco consolatori»[23]